# Rika Nomoto
Rika Nomoto (jap. 野本梨佳 Nomoto Rika; ur. 21 września 1991 w Japonii) – japońska siatkarka grająca jako przyjmująca. Obecnie występuje w drużynie Hisamitsu Springs.